# 叶戈尔·列托夫
伊戈尔·费奧多罗维奇·“叶戈尔”·列托夫（俄语：И́горь Фёдорович "Его́р" Ле́тов,；1964年9月10日—2008年2月19日），俄罗斯诗人、歌手、唱作人，因创立了後朋克/迷幻搖滾樂隊民防乐队而闻名。列托夫同时还是先锋派观念艺术项目“共产主义”乐队和迷幻摇滚乐队“Egor i Opizdenevshie”的创始人。作为录音师和唱片制作人，列托夫跟创作型歌手扬卡·迦基列娃及其他西伯利亚的地下艺术家进行过合作。
除了音乐之外，列托夫亦参与政治活动，与爱德华·利莫诺夫、亚历山大·杜金共同创立了俄罗斯民族布尔什维克党。列托夫后来又宣称自己支持无政府主义。

## 生平

### 年少时光
叶戈尔·列托夫生于西伯利亚的鄂木斯克，父亲费奥多尔·德米特里耶维奇·列托夫（俄语：Фёдор Дмитриевич Летов；1926 – 2018）是参加过二战的老兵，母亲塔玛拉·格奥尔基耶夫娜·列托娃（俄语：Тамара Георгиевна Летова；1935 – 1988）是来自哈萨克斯坦的医生。在叶戈尔出生前几年，全家从塞米巴拉金斯克搬至鄂木斯克。叶戈尔与他的兄长谢尔盖自幼就有健康问题，叶戈尔在童年经历过临床死亡期。
1982年5月25日，叶戈尔从鄂木斯克第45学校毕业。随后前往莫斯科州柳别尔齐区的克拉斯科沃镇投奔兄长谢尔盖·列托夫，并进入莫斯科建筑职业学校就读。但在1983年春因缺勤和学业失败而被开除，1984年返回鄂木斯克。被开除后，叶戈尔当过一段时间的抹灰工。

### 1980年代

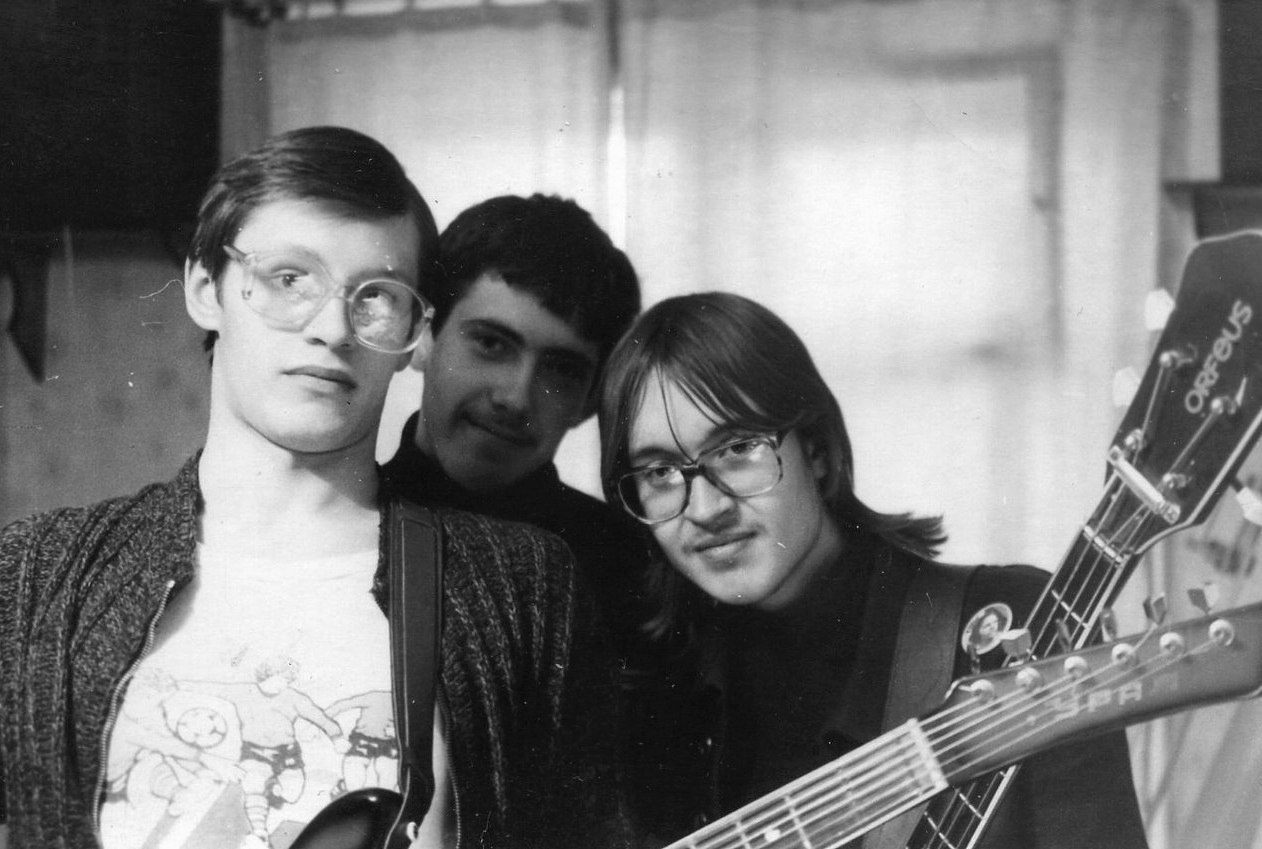
“播种”摇滚乐队，右一为列托夫，摄于1984年

叶戈尔·列托夫于80年代初在鄂木斯克开始了音乐活动，1982年与他志同道合的人（其中最著名的是列托夫以前的长期伙伴，康斯坦丁·“库加 UO”·列宾诺夫）一起组建了名为“播种”的摇滚乐队，队名与极右反共组织俄罗斯团结者人民劳动联盟（NTS）的刊物《播种》（《Посев》）同名，以纪念该组织。
列托夫的第一次表演是1983年底在莫斯科工程物理学院的宿舍里弹奏贝斯，作为谢尔盖·古廖金的即兴演奏团队的一部分。
1984年11月8日，列托夫和列宾诺夫将乐队更名为“民防”，俄语缩写为ГО或ГрОб（“гроб”在俄语中有“棺材”之意）。叶戈尔·列托夫用同样的缩写作为他的家庭工作室的名字（“ГрОб-Records”）。一名乐队成员的母亲在得知这个团体的活动类型之后，向克格勃写了一封举报信，在那之后，所有与“民防”有某些关系的人都开始受到审问。因此，在活动初期，既因受到当局的政治迫害，也部分因为不想依赖任何人，叶戈尔·列托夫被迫在公寓的环境下录制自己的音乐作品。这种做法在未来得到了延续：“民防”的所有专辑都是在家庭工作室录制的。
“民防”乐队在西伯利亚以外的地方开始流行起来。1985年底，当局开始与该团体进行斗争，对叶戈尔·列托夫及其团体实施了政治镇压。1985年秋末，列托夫被送入精神病院接受强制治疗。列托夫从1985年12月8日到1986年3月7日一直待在那里。在其自传中，列托夫这样描述了这段时期：
我接受的是“加强供给”（на «усиленном обеспечении»），服用了抗精神病药物。在去精神病院之前，我担心有些事情是人无法承受的。从纯粹的生理层面来看，人无法承受它们。我以为那将是最糟的事情。在精神病院，当他们开始给我注射超强剂量的镇静剂， 哌氰嗪时——在注射了大剂量的镇静剂后，我甚至暂时失明了——我第一次遇到了死亡或比死亡更坏的事情。这种使用镇静剂的治疗在各地都是一样的，无论在这还是在美国。之后的一切最初会从“烦躁不安”开始。过量使用这些药物（如氟哌啶醇）后，人必须调动他所有的力量来控制身体，否则就会开始歇斯底里、抽搐等等。如果一个人崩溃了，他就会陷入休克；他变成了一只动物，高声尖叫、大喊大叫、咬人。然后他们会按照“绑缚”原则来处理。这样一个人被绑在床上，他们还继续扎他，直到他“彻底烧坏为止”，直到他的心智发生了不可逆的变化。这些就是能把一个人变成白痴的镇静药物，药效类似于脑叶切除术的效果。一个人从此以后就会变得“软弱”、“顺从”，一辈子就垮掉了。就像小说《飞跃疯人院》里写的那样。
在某些时候我意识到，为了不发疯，我必须创造。我花了一整天的时间来走动和创作。我写故事和诗歌。每天都会有一个 “管理者”，奥列格·苏达科夫来找我，我把所有我写的东西通过铁栅栏交给他。
他的哥哥散布流言说，如果叶戈尔不被释放，他就要召开新闻发布会：给外国记者打电话，说苏联没有改革，而音乐家们就这样被关在精神病院里。此后，列托夫获释。
在1987-1989年，叶戈尔·列托夫和他的伙伴们录制了“民防”的许多专辑：《Красный альбом》（《红色专辑》）、《Хорошо!!》（《好！！》）、《Мышеловка》（《捕鼠器》）、《Тоталитаризм》（《极权主义》）、《Некрофилия》（《恋尸癖》）, 《Так закалялась сталь》（《钢铁是这样炼成的》）、《Боевой стимул》（《战斗激励》）、《Всё идёт по плану》（《一切都按计划进行》）、《Песни радости и счастья》（《欢乐与幸福之歌》）、《Война》（《战争》）、《Армагеддон-Попс》（《世界末日流行乐》）、《Здорово и вечно》（《伟大而永恒》）、《Русское поле экспериментов》（《俄罗斯是个大实验室》）。同样在这些年里，“共产主义”项目的专辑得到了录制（项目成员包括叶戈尔·列托夫、康斯坦丁·列宾诺夫、奥列格·“管理者”·苏达科夫） ，列托夫和扬卡·迦基列娃的合作也开始了。
在新西伯利亚摇滚音乐节（1987年4月）之后，他们想把列托夫第二次送进精神病院，被通缉的他在1987年11月之前一直过着“嬉皮士”（"системщика - хиппи"）的生活，与扬卡和卢基奇乐队一起在UkSSR和RSFSR乘火车、搭便车四处流浪。其自传中说：“最终，在我父母的努力下，搜查被停止了，我不再被干涉——此外，‘改革’（Перестройка ）的新阶段开始了，再也没人需要持不同政见者了。另外，我已经出名了，我常常举办演唱会。”
尽管这些音乐家和“民防工作室”（ГрОб-студии）的存在是半地下的，但到了80年代末，特别是90年代初，他们在苏联广为人知，主要是在青年圈子里；据估计，有数十万人成为了该乐队的粉丝。评论家认为，列托夫的作品以其强大的能量和对材料的呈现、不同寻常的原始声音、活泼而简单的节奏、非标准的文本及一种粗糙但同时又优雅的诗歌和语言而与众不同。列托夫称20世纪60年代的美国车库摇滚（这是他最喜欢的音乐方向）乐队在精神上接近他，在不同时期对“民防”的声音有一定的影响：The Monks和The Sonics、Love、音速青年、Butthole Surfers、早期的Pink Floyd（在席德·巴蕾特离开之前）、鲍勃·迪伦、尼尔·杨、金·弗雷、Genesis P-Orridge和迈克·吉拉的作品，以及许多其他乐队和表演者，风格主要是迷幻摇滚与实验摇滚、朋克与后朋克。

### 1990年代
20世纪90年代初，当时停止了“民防”的演唱活动并宣布解散乐队的叶戈尔·列托夫录制了作为迷幻摇滚项目“Egor i Opizdenevshie”（“叶戈尔与迷乱”）之一部分的专辑《Прыг-скок》（《跳》，1990）和《Сто лет одиночества》（《百年孤独》，1992），这些专辑位列他最受欢迎的专辑之属。1993年，列托夫重新召集“民防”进行音乐会演奏和工作室活动。在同一时期，他成为民族共产主义摇滚运动“俄罗斯突破”（«Русский прорыв»）的领导人之一，并积极进行巡回演出。1994-1998年，叶戈尔·列托夫支持民族布尔什维克党，有一张4号党证。1999年，他在国家杜马选举中为支持维克多·安皮洛夫进行了巡回演出。
1995-1996年，列托夫又录制了两张专辑：《Солнцеворот》（《至日》）和《Невыносимая лёгкость бытия》（《生命不能承受之轻》），再次作为“民防”乐队作品的一部分。这两张专辑都在1997年发行。

### 21世纪

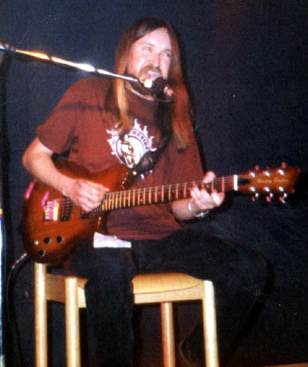
列托夫在纽伦堡演出，摄于2000年11月4日

2002年，“民防”发布了专辑《Звездопад》（《陨落星辰》），曲目全部由列托夫对苏联名曲的朗诵组成，还发布了专辑《Егора и Опизденевших》和《Психоделия Tomorrow》（《迷幻明天》）。2004年2月，叶戈尔·列托夫正式否认自身牵扯任何政治势力，包括民族主义势力。2004-2005年，“民防”发布了两张新专辑《Долгая счастливая жизнь》（《漫长幸福的人生》）和《Реанимация》（《复苏》）（两张专辑的标题曲是叶戈尔·列托夫在接受重症监护时写的），它们引起了公众和媒体对乐队的新一轮兴趣。在此期间，列托夫与谢尔盖·乌达尔佐夫及其妻子安娜斯塔西娅·乌达佐娃（Анастасия Удальцова）进行了合作，后者为乐队组织了演唱会。同时《至日》和《生命不能承受之轻》再版，在重新制作后分别以《Лунный переворот》（《月球剧变》）和《Сносная тяжесть небытия》（《可承受之轻》）的新名称发行。2007年5月，专辑《Зачем снятся сны?》（《为什么会有梦想？》）发行，这成了乐队的最后一张专辑。随后，这张专辑被叶戈尔·列托夫评为最佳专辑。
叶戈尔·列托夫和他的团队曾多次遭到爱沙尼亚当局（签证申请被拒绝，外交部没有提出意见）和拉脱维亚当局的抵制。
“民防”的最后一场音乐会于2008年2月9日在叶卡捷琳堡举行。这场音乐会由当地一家电视广播公司进行了拍摄。

### 去世

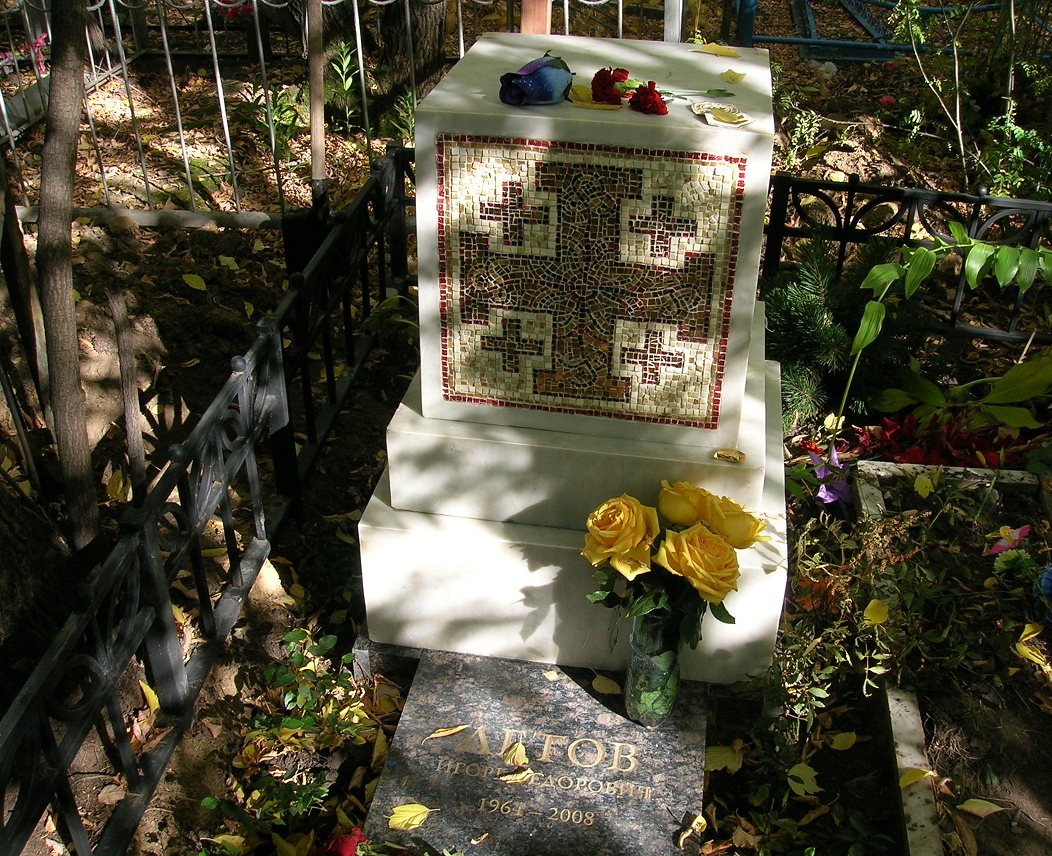
列托夫之墓

当地时间2008年2月19日，伊戈尔在鄂木斯克突然去世，享年44岁。关于其死因，最初的说法是心脏骤停；后来当局有关部门宣称死因是酗酒引发的急性呼吸衰竭（根据一些报道，列托夫在其生命的最后几个月中曾酗酒）。“民防”乐队的网站称，死因是心脏骤停。他被葬在鄂木斯克旧东方公墓他母亲的墓旁。

## 感情生活
1980年代后半期，叶戈尔·列托夫的情人是扬卡·迦基列娃（1991年去世）。从1991年到1997年，列托夫与扬卡的女性朋友，安娜·沃尔科娃（Анна "Нюрыч" Волкова）住在一起，她也参与了列托夫一些专辑的录制。1997年，列托夫与娜塔莉亚·楚马科娃结婚，后者也加入了“民防”乐队，担任贝斯吉他手。

## 纪念

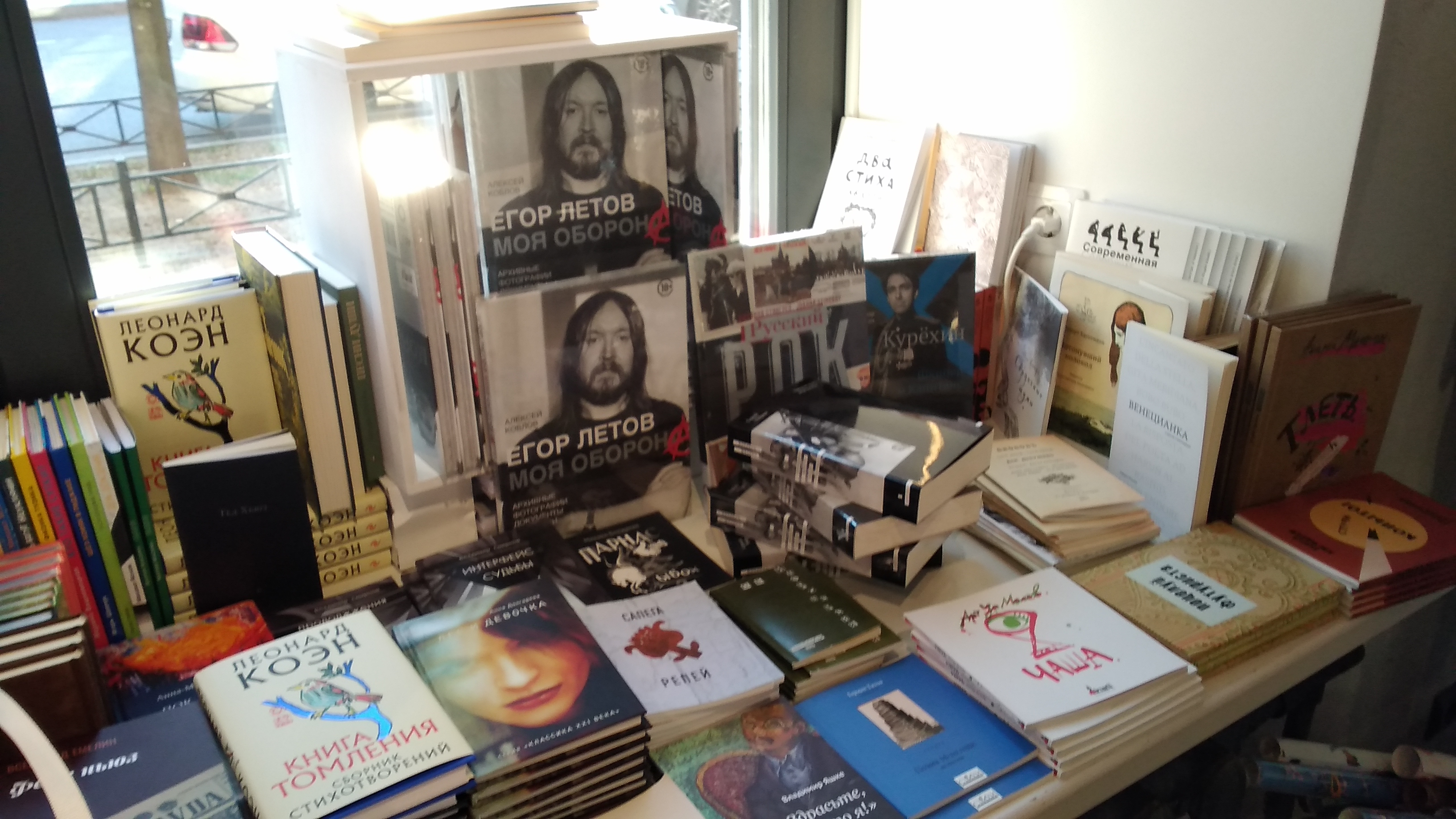
关于列托夫的书籍，2021年摄于圣彼得堡

2008年夏秋两季，在新西伯利亚、巴尔瑙尔和下诺夫哥罗德举办了叶戈尔·列托夫、奥列格·苏达科夫和康斯坦丁·列宾诺夫曾制作的“共产主义艺术”（«Коммунизм-арт»）拼贴画和艺术品展览。
2009年，叶戈尔·列托夫的三卷本诗集《题词。草稿和白色手稿》（«Автографы, Черновые и беловые рукописи»）开始出版。2009年秋，第一卷出版；2011年8月，第二卷《题词》（«Автографов»）出版；第三卷于2014年秋季出版。
2010年9月10日，在叶戈尔·列托夫的遗孀娜塔莉亚·楚马科娃倡议下，人们在列托夫的坟上立了一座纪念碑，这是一个不大的大理石立方体，其上刻画了第一批基督徒的“普世”（«Вселенский»）十字，也被称为耶路撒冷十字。Елена Веремьянина、Сергей Соколков、Юрий Щербинин、Евгений Козлов、Константин Вдовин、Николай Лепихин和Михаил Воронько参与了制作和安装。叶戈尔本人就曾戴着这样的十字架。这座纪念碑是用叶戈尔·列托夫的粉丝和“民防”乐队的捐款建立的。
2014年11月20日，娜塔莉亚·楚马科娃关于叶戈尔·列托夫的纪录片《伟大而永恒》（«Здорово и вечно»）上映。
2015年12月19日，在鄂木斯克市星光大道上的（Аллее звёзд）荣耀（«Слава»）电影院的门厅举行了明星揭幕仪式。苏联和俄罗斯诗人暨摇滚音乐家，“民防”乐队的创始人、领导者，叶戈尔·列托夫的名字将名垂青史。
2018年2月11日，鄂木斯克音乐爱好者乐团举办了一场致敬音乐会“民防交响乐”（«Симфооборона»），由鄂木斯克学术交响乐团演奏。其中一位音乐家为了最大相似于列托夫的外貌，把头发和胡须都留了起来。
让我们印象深刻的第一件事是，没有人忽视这个事件，也没有人忘记它。第二件事是，70%的与会者显然以前从未去过音乐厅，从小学生和大学生——据我估计，他们没有经历过“民防”的流行高峰期——到穿着皮夹克和皮裤，梳着五颜六色发型的乐队的真正粉丝。他们中的许多人都穿着印有列托夫形象的T恤衫。除此以外，观众中还有不少成年人和老人。他们中的一些人带着他们的孙子、孙女。而第三件令我惊讶的事是，在第二首曲子之后，大家不仅鼓掌，而且是热烈地鼓掌。观众几次站起来致敬。其中第一次起立是在《Без меня》（《没有我》）之后，最后一次是在《Все идет по плану》（《一切都按计划进行》）之后。我想即使是艺术家们也没有想到会有如此大的反响。音乐爱好者乐团的团长Ирина Борисовна Лапшина证实了这一巨大的成功。团长说，观众给出了热烈而狂热的掌声。——Александр Малькевич
2月19日，列托夫逝世10周年之际，《12台》播出了音乐会的录音。
2018年，俄罗斯昆虫学家在越南北部发现的一种长泥虫科甲虫被以叶戈尔·列托夫的名字命名为Augyles letovi。
2018年，鄂木斯克提名叶戈尔·列托夫的名字为机场候选名，但它没有进入第二轮，尽管处于领先地位。但鄂木斯克地区波波夫卡（Поповка）村的一个私人机场仍被以他的名字命名。然而在2019年7月，该机场被法院命令关闭。
2019年，以费·米·陀思妥耶夫斯基命名的鄂木斯克国家文学博物馆的管理层决定成立叶戈尔·列托夫基金会。2019年9月9日，纪念这位音乐家55周年诞辰的展览在博物馆开幕，展览结束后，最有趣的展品被列入博物馆创建的叶戈尔·列托夫基金会。
2019年9月10日，一张名为《Без меня》（《没有我》）的专辑发行，献给列托夫的55周年诞辰，27名表演者和音乐团体参加了录制。
2021年8月，在利比里亚船舶登记处注册的NS Energy号以叶戈尔·列托夫的名字命名。其姊妹船NS Yakutia号已被新的运营商更名为维克多·崔（Viktor Tsoy）。
预计将于2022年上映的故事片《一缕白光落在你身上》（«На тебе сошёлся клином белый свет»，命名自扬卡的一首同名歌），献给列托夫曾经事实上的妻子扬卡·迦基列娃生命的最后一天。叶戈尔·列托夫的角色由演员Максим Козлов扮演。
2022年1月25日，游戏《英雄萨姆：西伯利亚狂想曲》发布，由俄罗斯的Timelock Studio与Croteam合作开发，其中一个角色（Igor Ledov）参考了叶戈尔·列托夫，包括角色知道怎么弹吉他，并具有独特的外貌。此外，游戏的第一关名为“永远弥漫着石油味”（"Вечность пахнет нефтью"），是参考了《俄罗斯是个大实验室》的歌词。

## 轶事
- 列托夫最喜欢的10首歌[73]（截止2007年夏）

1. Screamin' Jay Hawkins — I Put A Spell On You
2. The Tornados — Telstar
3. Bob Dylan — Like A Rolling Stone
4. Donovan — Celeste
5. Love — Alone Again Or
6. Strawberry Alarm Clock — Incense and Peppermints
7. The Velvet Underground — Venus In Furs
8. The Who — Pictures Of Lily
9. Tomorrow — Hallucinations
10. Neil Young — Heart of Gold

- 列托夫写的最短的诗：

Когда я умер,
Не было никого,
Кто бы это опроверг.
- 列托夫认为他最晦暗的、规模最大、最复杂的歌曲之一，充满典故的长达十四分钟的《俄罗斯是个大实验室》（俄语：Русское поле экспериментов）是他创造力的巅峰，也是自己最满意的作品之一。根据列托夫本人的说法，著名的短语“Вечность пахнет нефтью”是对伯特兰·罗素的《西方哲学史》中文字的再创作。此外，列托夫称《Офелия》（《奥菲莉娅》）和《Всё как у людей》（《万物皆如人 》）也在他最喜欢的自己的歌曲之中。罗素的原文：

威廉·詹姆士描写过一个人从笑气里面所得的经验；这个人只要一受笑气的作用，就知道了全宇宙的秘密，但是当他醒过来的时候，就又把它忘记了。最后他以极大的努力，乘着这种景象还未消失，就把秘密写了下来。等到完全清醒过来以后，他赶忙去看他写的是什么。他写下的是：“整个都是一股石油的气味。”看来好像是一种突如其来的洞见的东西，很可能是把人引入歧途的，所以当这场神圣的沉醉过去之后，就必须加以严格的检查。
- 1990年代中期，列托夫计划拍摄胡利奥·科塔萨尔的小说《跳房子》，但后来放弃了这个想法：正如他自己解释的那样，拍电影是一件非常精细和复杂的活计，而“车库电影”制作起来并不容易[75]。